# Pilea tridentata
Pilea tridentata är en nässelväxtart som beskrevs av Ellsworth Paine Killip. Pilea tridentata ingår i släktet pileor, och familjen nässelväxter. Inga underarter finns listade i Catalogue of Life.